# ネソ (衛星)
ネソ (Neptune XIII Neso) は、海王星の第13衛星である。

## 発見と命名
ネソは、2002年8月14日にマシュー・J・ホルマンが率いる観測グループおよびブレット・J・グラドマンが率いる観測グループによって撮影された画像の中から2003年になって発見された。観測にはセロ・トロロ汎米天文台の 4 m 望遠鏡などが用いられている。ホルマンらとグラドマンらによって2002年8月と9月に数回観測されており、その後2003年8月19日と9月28〜30日に再びホルマンらによって観測された。発見は9月30日に小惑星センターのサーキュラーで、10月1日に国際天文学連合のサーキュラーで公表され、S/2002 N 4 という仮符号が与えられた。
その後2007年2月3日に、ギリシア神話における海の女神であるネレイデスの一人ネーソーに因んで命名され、Neptune XIII という確定番号が与えられた。

## 特徴

海王星の不規則衛星の軌道要素を表した図。半径方向の軸は軌道長半径、角度方向は軌道傾斜角を表しており、横軸の上にあるものは順行軌道、下にあるものは逆行軌道で公転していることを示している。青い数値は、海王星のヒル球の半径に対する軌道半径の割合を表している。黄線は近点から遠点までを示しており、この長さが軌道離心率の大きさに対応している。また、点の大きさは各衛星のサイズを表している。一番大きい円で表されたネレイドの右下方向に位置しているのがネソである。

ネソは海王星の周囲を逆行軌道で公転している不規則衛星である。海王星から非常に遠い軌道を公転しているため、軌道周期はおよそ27年にもなる。ネソは、太陽系の衛星の中でも中心惑星から最も離れた距離を公転している衛星のひとつであり、2024年にネソよりもさらに海王星から離れた軌道を公転している S/2021 N 1 の発見が公表されるまでは最も主惑星からの軌道長半径が大きく、公転周期が長い衛星であった。その軌道は、海王星を逆行軌道で公転する衛星が長期に渡って安定な軌道で存在し続けるための理論的な限界距離に近い。ネソの遠海点距離はおよそ7200万 km であり、これは水星の遠日点距離である約7000万 km を超える。
ネソは S/2021 N 1 およびプサマテと似た軌道要素を持っていることが分かっている。木星や土星の不規則衛星は、似た軌道長半径や軌道傾斜角を持ったいくつかのグループに分けられる。同じグループに属する衛星は似た表面の特徴を持っているため、より大きい母天体の破片であることが示唆されている。海王星の不規則衛星にもこのようなグループが存在している可能性が示されていたが、この3つの衛星も軌道要素が似ているため、太陽系内の多くの衛星を発見しているスコット・S・シェパードはこの3つの衛星を「ネソ群 (Neso group)」というグループにまとめている。
ネソの直径は、アルベドを0.04と仮定すると 60 km と推定される。ネソは他の巨大惑星の不規則衛星と同様に、数十億年前に起きた大きな衛星と小惑星や彗星の衝突破壊の際に形成されたと考えられている。ただし、太陽系年齢の間のハリメデとネレイドの衝突確率が 41% と高いのに対し、ネソとネレイドの衝突確率は無視できるほど小さく、また他の不規則衛星との衝突確率も同様であると推定されている。